# Olyka
Olyka (ucraniano: Оли́ка; polaco: Ołyka; yidis: אליק Olik) es un asentamiento de tipo urbano de Ucrania perteneciente al raión de Lutsk de la óblast de Volinia.
En 2022, la localidad tenía 3032 habitantes. Desde la reforma territorial de 2020 es sede de un municipio, que tiene una población total de casi doce mil habitantes e incluye dieciséis pueblos como pedanías: Horiánivka, Derno, Dídychi, Zhórnyshche, Zalísoche, Kótiv, Lychany, Metelne, Moshchanytsia, Nosóvychi, Oderady, Pokashchiv, Putýlivka, Stavok, Jromyakiv y Chemeryn.
Se ubica junto al límite con la óblast de Rivne, en la confluencia de los ríos Putýlivka y Osynyshche, unos 5 km al sur de la carretera H22, a medio camino entre Lutsk y Rivne.

## Historia
Se conoce la existencia de la localidad en documentos desde 1149, cuando se menciona en el Códice de Hipacio como una fortificación llamada "Chemeryn" (Чемерин) en el principado de Galicia-Volinia. En 1460, el gran mariscal lituano Petras Mangirdaitis ordenó construir aquí una iglesia dedicada a San Pedro y San Pablo, la más antigua que se conserva en la región. En el siglo XVI, la herencia de este noble pasó por estrategias matrimoniales a la casa noble Radziwiłł, quienes promovieron la construcción del Castillo Olyka. En 1564 adoptó el título de ciudad con Derecho de Magdeburgo.
El crecimiento de la ciudad se vio interrumpido a mediados del siglo XVII, cuando los cosacos la quemaron durante la rebelión de Jmelnitski. Para fomentar su reconstrucción, en 1654 se confirmó su título de ciudad. Sin embargo, al fallecer en 1656 sin descendientes su propietario, pasó desde entonces a quedar vinculada a otra rama de los Radziwiłł, los príncipes de Nesvizh. En la segunda mitad del siglo XVII, fue uno de los principales centros de difusión del calvinismo en la República de las Dos Naciones. En la partición de 1795, pasó a formar parte de la gobernación de Volinia del Imperio ruso.
Tras la Segunda Guerra Mundial, la RSS de Ucrania clasificó la localidad como asentamiento de tipo urbano. Hasta la reforma territorial de 2020, la localidad pertenecía al raión de Kívertsi, donde era sede de un ayuntamiento que únicamente incluía como pedanías a Lychany y Metelne.